# 29736 Fichtelberg
29736 Fichtelberg este un asteroid din centura principală de asteroizi.

## Descriere
29736 Fichtelberg este un asteroid din centura principală de asteroizi. A fost descoperit pe 21 ianuarie 1999 la Drebach de Jens Kandler. Asteroidul prezintă o orbită caracterizată de o semiaxă mare de 2,32 ua, o excentricitate de 0,06 și o înclinație de 7,2° în raport cu ecliptica.